# Морнарички истражитељи: Лос Анђелес (7. сезона)
Седма сезона америчко полицијо-процедуралне драме МЗИС: Лос Анђелес је емитована од 21. септембра 2015. до 2. маја 2016. године на каналу ЦБС. Сезона броји 24 епизоде.

## Опис
Главна постава се у овој сезони није мењала.

## Улоге

### Главне
- Крис О’Донел као Џи Кален
- Данијела Руа као Кензи Блај
- Ерик Кристијан Олсен као Мартин А. Дикс
- Берет Фоа као Ерик Бил
- Рене Фелис Смит као Нел Џоунс
- Мигел Ферер као Овен Гренџер
- Линда Хант као Хенријета Ленг
- Ел Ел Кул Џеј као Сем Хана

### Епизодне
- Питер Камбор као Нејт Гејц (Епизода 21)

## Епизоде
| Бр. у серији | Бр. у сезони | Наслов                   | Редитељ             | Сценариста                      | Премијерно емитовање | Прод. код | Бр. гледалца (у милионима) |
| --- | ------------ | ------------------------ | ------------------- | ------------------------------- | -------------------- | --------- | -------------------------- |
| 145 | 1            | "Aктивне мере"           | Џон Питер Кјузакис  | Р. Скот Џемил                   | 21. септембар 2015.  | 701       | 7.89                       |
| Калена потрага за подацима о Аркадију води иза решетака присиљавајући екипу да га пронађе пре него што буде прекасно. |              |                          |                     |                                 |                      |           |                            |
| 146 | 2            | "Цитадел"                | Eрик Лејнвил        | Дејв Калстин                    | 28. септембар 2015.  | 702       | 7.66                       |
| Агенткиња УСД-а Талија Дел Кампо се обраћа екипи МЗИС-а из Лос Анђелеса за помоћ након што јој је партнер убијен. Такође, након што Кензи посумња да Дикс крије нешто, он је изненађује упознајући је са својом мајком. |              |                          |                     |                                 |                      |           |                            |
| 147 | 3            | "Возећи госпођицу Дијаз" | Џејмс Хенлон        | Ендру Бартлс                    | 5. октобар 2015.     | 703       | 7.99                       |
| Екипа МЗИС-а из Лос Анђелеса истражује Перувијански масакр стар 20 година након што је добро позната манекенка за коју се веровало да једна од преживелих сада потенцијална мета. Такође, Кензи иде на тајни задатак као помоћница манекенке, а Дикс као њен возач.                                                               |              |                          |                     |                                 |                      |           |                            |
| 148 | 4            | "Команда и контрола"     | Teренс О’Хара       | Kајл Харимото                   | 12. октобар 2015.    | 704       | 8.45                       |
| Кален и Сем су присиљени да раде на свој слободан дан када тајанствено приме позив, а позивалац прети животима недужних људи ако не ураде тачно оно што тражи, али на крају откривају да је то шема освете повезана са случајем који је МЗИС истраживао годину и седам месеци раније.                                             |              |                          |                     |                                 |                      |           |                            |
| 149 | 5            | "Kрив је Рио"            | Денис Смит          | Р. Скот Џемил                   | 19. октобар 2015.    | 623       | 8.77                       |
| Специјални агент МЗИС-а из Вашингтона Ентони Динозо мл. се спаја са екипом из Лос Анђелеса да претражи град након што је његов затвореник побегао из притвора савезних шерифа на лету из Сингапура у Лос Анђелес. |              |                          |                     |                                 |                      |           |                            |
| 150 | 6            | "Без речи"               | Дајана К. Валентајн | Eрин Бродхерст и Френк Милитари | 2. новембар 2015.    | 705       | 8.41                       |
| Екипа је у потрази са Семовим бившим партнером Руизом који је нестао док је куповао смртоносни експлозив током тајне операције. |              |                          |                     |                                 |                      |           |                            |
| 151 | 7            | "Откључан ум"            | Крис О’Донел        | Френк Милитари                  | 9. новембар 2015.    | 624       | 7.91                       |
| Кензи и Дикс иду на тајни задатак као чланови секте да спасу бившег запосленог у министарству одбране коме је испран мозак да открије поверљиве податке док остатак екипе покушава да спречи секту да прода владине тајне. |              |                          |                     |                                 |                      |           |                            |
| 152 | 8            | "Последњи поздрав"       | Џон Питер Кјузакис  | Дејв Калстин                    | 16. новембар 2015.   | 708       | 7.91                       |
| Када је конвој који је превозио Џаду Калед нападнут из заседе, екипа завршава у трци са временом да је пронађе, али након њиховог последњег сусрета са њом четири године раније, убрзо почињу да сумњају да не жели њихову помоћ.                                                                                                 |              |                          |                     |                                 |                      |           |                            |
| 153 | 9            | "Дезертери"              | Денис Смит          | Џордана Луис Џефи               | 23. новембар 2015.   | 706       | 7.80                       |
| Екипа тражи малолетницу коју је можда мобилисала терористичка организација. |              |                          |                     |                                 |                      |           |                            |
| 154 | 10           | "Унутрашња контрола"     | Eрик А. Пот         | Чед Мазеро и Р. Скот Џемил      | 7. децембар 2015.    | 707       | 9.52                       |
| Екипа мора да нађе начина да скине мрљу са Диксовог имена након што је он ухапшен због убиства колеге полицајца из прошлости. |              |                          |                     |                                 |                      |           |                            |
| 155 | 11           | "Oтказани Божић"         | Pол А. Кофман       | Џозеф Ч. Вилсон                 | 14. децембар 2015.   | 709       | 9.22                       |
| Након што је за жртву откривено да је осумњичени севернокорејски шпијунски агент, екипа мора да открије колико севернокорејских агената је тренутно у држави. У међувремену, Гренџер је огорчен због долазећих празника. |              |                          |                     |                                 |                      |           |                            |
| 156 | 12           | "Срж истине"             | Kaрен Гавиола       | Џо Сакс                         | 4. јануар 2016.      | 710       | 10.51                      |
| Када је за војника откривено да је отрован зрачењем, екипа истражује нуклеарну фабрику где је он након посла радио као ноћни ччувар и откривају да су фабрички наводни сигурносни прописи угрожени. |              |                          |                     |                                 |                      |           |                            |
| 157 | 13           | "Aнђели и демони"        | Џејмс Хенлон        | Ендру Бартлс                    | 18. јануар 2016.     | 711       | 10.64                      |
| Након што је војни рачунарски програмер који је милионер убијен, екипа истражује његову смрт и то их доводи до открића да су подаци о развијању програма украдени и стављени на популарну апликацију, присиљавајући екипу да се трка са временом да спречи да програм заврши на интернету.                                        |              |                          |                     |                                 |                      |           |                            |
| 158 | 14           | "Повратак"               | Eрк Лејнвил         | Eрин Бродхрст                   | 25. јануар 2016.     | 714       | 10.06                      |
| Кензи и Дикс су добили задатак да штите Џека Сајмона, Кензиног бившег вереника, након што је нападнут док Кален и Сем истражују шта је Џек намеравао у Авганистану. |              |                          |                     |                                 |                      |           |                            |
| 159 | 15           | "Бабушка (1. део)"       | Денис Смит          | Kајл Харимото и Р. Скот Џемил   | 8. фебруар 2016.     | 712       | 9.75                       |
| Када је Анатолиј Киркин отет, истрага екипу одводи до Аркадијеве ћерке Ане и уз доказ да је она жива, екипа и Ана крећу да пронађу где Аркадија држе као таоца. |              |                          |                     |                                 |                      |           |                            |
| 160 | 16           | "Бабушка (2. део)"       | Teренс О’Хара       | Kајл Харимото и Р. Скот Џемил   | 22. фебруар 2016.    | 713       | 8.82                       |
| Кален, Ана и Сем иду у Русију да би извукли Аркадија и агенте ЦИА-е који су таоци заједно са њим, али морају у кратком времену да уђу и изађу из затвора где их држе и да не ризикују међународни догађај. Ерик се придружује Кензи и Диксу на терену.                                                                            |              |                          |                     |                                 |                      |           |                            |
| 161 | 17           | "Одложена освета"        | Рик Танел           | Френк Милитари и Чед Мазеро     | 29. фебруар 2016.    | 715       | 7.94                       |
| Кален и Сем су позвани у Африку након што су фотографије Семове породице пронађене у Господском покрету отпора, а оданде њих двојица траже Тахира Каледа као и Џаду. У лос Анђелесу, Кензи и Дикс покушавају да пронађу податке о вођи ГПО-а, али немају добру унутар-агенцијску сарадњу када је још нешто пронађено ван одељења. |              |                          |                     |                                 |                      |           |                            |
| 162 | 18           | "Цена размене"           | Тонија Мекирнан     | Џордана Луис Џефи               | 14. март 2016.       | 716       | 8.78                       |
| Када је кубански шпијун који је требало да буде у размени затвореника побегао из притвора, екипа открива да је Ана умешана у његово бекство и ситуација постаје луђа када су недоследности у његовом суђењу откривене. |              |                          |                     |                                 |                      |           |                            |
| 163 | 19           | "Седмо дете"             | Френк Милитари      | Френк Милитари                  | 21. март 2016.       | 717       | 8.76                       |
| Након што је дете убијено бомбом везаном на грудима, екипа ускоро открива да је његов брат близанац, такође са везаном бомбом на грудима, спреман да експлодира. |              |                          |                     |                                 |                      |           |                            |
| 164 | 20           | "Сеулац"                 | Дајана К. Валентајн | Џо Сакс                         | 28. март 2016.       | 718       | 8.91                       |
| Док појединости са скупа штити неколико војника, екипа ОСП-а креће у потрагу за могућом севернокорејском кртицом скривеном у изасланству. |              |                          |                     |                                 |                      |           |                            |
| 165 | 21           | "Глава змије"            | Роберт Флорио       | Џозеф Ч. Вилсон                 | 11. април 2016.      | 719       | 8.24                       |
| Након крађе оружја на путу за отпад, екипа постаје забринута да их је Нејт издао и морају да схвате његову праву игру пре него што буде прекасно.Појава Нејта Гејца. |              |                          |                     |                                 |                      |           |                            |
| 166 | 22           | "Гренџер О."             | Денис Смит          | Kајл Харимото                   | 18. април 2016.      | 720       | 7.79                       |
| Док Кален и његова екипа истражују смрт севернокорејског шпијуна, Гренџер разговара са Џенифер Ким за коју испада да му је ванбрачна ћерка. |              |                          |                     |                                 |                      |           |                            |
| 167 | 23           | "Где има дима..."        | Џејмс Хенлон        | Ендру Бартлс                    | 25. април 2016.      | 721       | 7.87                       |
| Док су истраживали смрт ватрогасца у војсци, екипа открива да је неко украо хард-диск и шаљу Калена и Сема на тајни задатак као ватрогасце да открију ко је одговоран и шта је украдено. |              |                          |                     |                                 |                      |           |                            |
| 168 | 24           | "Око за око"             | Џон Питер Кјузакис  | Р. Скот Џемил                   | 2. мај 2016.         | 722       | 8.10                       |
| Када је војну школу Семовог сина Ејдена напао Тахир Калед, екипа жури у Сан Франциско да ухапси Каледа пре него што друге агенције стигну и не сложе свтар. |              |                          |                     |                                 |                      |           |                            |

## Производња
ЦБС је 11. маја 2015. обновио серију за седму сезону. Првобитно је епизода „Дезертери“ требало да буде емитована 16. новембра, али је заплет био превише сличан нападима у Паризу 2015. године.